# Зеленоборське міське поселення (Кандалакський район)
Зеленобо́рське міське́ посе́лення (рос. Зелёноборское городское поселение) — адміністративне утворення у складі Кандалакського району Мурманської області, Росія.

## Склад
До складу поселення входять такі населені пункти:
| Населений пункт | Населення, осіб (2010) |
| --------------- | ---------------------- |
| Жемчужна        | 2                      |
| Зеленоборський  | 6560                   |
| Княжа Губа      | 127                    |
| Ковда (селище)  | 37                     |
| Ковда (село)    | 20                     |
| Лєсозаводський  | 391                    |
| Пояконда        | 78                     |

| Мурманська область | Це незавершена стаття про Мурманську область. Ви можете допомогти проєкту, виправивши або дописавши її. |